# Categoría Primera A 2022
Die Categoría Primera A 2022, nach dem Sponsor Liga BetPlay Dimayor genannt, war eine aus Apertura und Finalización bestehende Spielzeit der höchsten kolumbianischen Spielklasse im Fußball der Herren, die von der División Mayor del Fútbol Profesional Colombiano (DIMAYOR) ausgerichtet wurde. Die Apertura war die 94. und die Finalización ist die 95. Austragung der kolumbianischen Meisterschaft.
Die Saison begann am 20. Januar und endet am 7. Dezember 2022. Meister der Apertura wurde Atlético Nacional und der Finalización Deportivo Pereira. Am Ende der Finalización stiegen Patriotas Boyacá und Cortuluá nach der gewichteten Gesamttabelle der vergangenen drei Jahre ab.

## Modus
Die 20 Teams spielen in einer Ligaphase im Jeder-gegen-jeden-Turnier-Modus die Qualifikation für die Finalrunde. Die besten acht Teams spielen in zwei Vierergruppen mit Hin- und Rückspiel die beiden Finalisten aus. Der Meister wird in Hin- und Rückspiel ermittelt. Dieser Modus wird auf Apertura und Finalización angewendet. Am Ende der Finalización werden zudem zwei Absteiger anhand der Gesamttabelle der vergangegen drei Jahre ermittelt.

## Teilnehmer
Die folgenden Vereine nahmen an der Spielzeit 2022 teil.
| Mannschaft | Stadt           | Departamento    | Stadion                 |
| --- | --------------- | --------------- | ----------------------- |
| Alianza Petrolera                                                                                               | Barrancabermeja | Santander       | Villa Zapata            |
| América de Cali                                                                                                 | Cali            | Valle del Cauca | Pascual Guerrero        |
| Atlético Bucaramanga                                                                                            | Bucaramanga     | Santander       | Alfonso López           |
| Atlético Nacional                                                                                               | Medellín        | Antioquia       | Atanasio Girardot       |
| Cortuluá | Tuluá/Cali      | Valle del Cauca | Doce de Octubre         |
| Deportes Tolima                                                                                                 | Ibagué          | Tolima          | Murillo Toro            |
| Deportivo Cali                                                                                                  | Cali/Palmira 1  | Valle del Cauca | Deportivo Cali          |
| Deportivo Pasto                                                                                                 | Pasto           | Nariño          | Departamental Libertad  |
| Deportivo Pereira                                                                                               | Pereira         | Risaralda       | Hernán Ramírez Villegas |
| Envigado FC | Envigado        | Antioquia       | Polideportivo Sur       |
| Independiente Medellín                                                                                          | Medellín        | Antioquia       | Atanasio Girardot       |
| Independiente Santa Fe                                                                                          | Bogotá          | Bogotá D.C.     | El Campín               |
| Jaguares de Córdoba                                                                                             | Montería        | Córdoba         | Jaraguay                |
| Junior | Barranquilla    | Atlántico       | Metropolitano           |
| La Equidad | Bogotá          | Bogotá D.C.     | Techo                   |
| Millonarios | Bogotá          | Bogotá D.C.     | El Campín               |
| Once Caldas | Manizales       | Caldas          | Palogrande              |
| Patriotas | Tunja           | Boyacá          | La Independencia        |
| Rionegro Águilas                                                                                                | Rionegro        | Antioquia       | Alberto Grisales        |
| Unión Magdalena                                                                                                 | Santa Marta     | Magdalena       | Sierra Nevada           |
| 1 Deportivo Cali hat seinen Sitz in Cali, das Estadio Deportivo Cali liegt aber in der Nachbargemeinde Palmira. |                 |                 |                         |

## Apertura

### Ligaphase

#### Tabelle
| Pl.                       | Verein                 | Sp. | S  | U | N  | Tore    | Diff. | Punkte |
| ------------------------- | ---------------------- | --- | -- | - | -- | ------- | ----- | ------ |
| 1.                        | Millonarios FC         | 20  | 13 | 3 | 4  | 023:110 | +12   | 42     |
| 2.                        | Deportes Tolima        | 20  | 12 | 4 | 4  | 029:140 | +15   | 40     |
| 3.                        | Atlético Nacional (P)  | 20  | 10 | 6 | 4  | 026:150 | +11   | 36     |
| 4.                        | Independiente Medellín | 20  | 10 | 4 | 6  | 025:190 | +6    | 34     |
| 5.                        | Atlético Junior        | 20  | 10 | 2 | 8  | 030:210 | +9    | 32     |
| 6.                        | Envigado FC            | 20  | 8  | 7 | 5  | 022:210 | +1    | 31     |
| 7.                        | La Equidad             | 20  | 7  | 9 | 4  | 021:160 | +5    | 30     |
| 8.                        | Atlético Bucaramanga   | 20  | 8  | 5 | 7  | 027:250 | +2    | 29     |
| 9.                        | Alianza Petrolera      | 20  | 7  | 8 | 5  | 022:200 | +2    | 29     |
| 10.                       | Independiente Santa Fe | 20  | 7  | 6 | 7  | 029:260 | +3    | 27     |
| 11.                       | Jaguares de Córdoba    | 20  | 8  | 3 | 9  | 026:290 | −3    | 27     |
| 12.                       | Once Caldas            | 20  | 6  | 8 | 6  | 018:180 | ±0    | 26     |
| 13.                       | Rionegro Águilas       | 20  | 7  | 4 | 9  | 017:260 | −9    | 25     |
| 14.                       | Deportivo Pereira      | 20  | 6  | 5 | 9  | 021:260 | −5    | 23     |
| 15.                       | América de Cali        | 20  | 6  | 5 | 9  | 020:250 | −5    | 23     |
| 16.                       | Deportivo Pasto        | 20  | 5  | 7 | 8  | 016:200 | −4    | 22     |
| 17.                       | Patriotas Boyacá       | 20  | 5  | 6 | 9  | 019:230 | −4    | 21     |
| 18.                       | Cortuluá (N)           | 20  | 5  | 5 | 10 | 021:270 | −6    | 20     |
| 19.                       | Deportivo Cali (M)     | 20  | 4  | 6 | 10 | 014:240 | −10   | 18     |
| 20.                       | Unión Magdalena (N)    | 20  | 2  | 5 | 13 | 008:280 | −20   | 11     |
| Stand: Ende der Ligaphase |                        |     |    |   |    |         |       |        |

| (M) | Meister Finalización 2021: Deportivo Cali |
| (P) | Pokalsieger 2021: Atlético Nacional       |
| (N) | Aufsteiger                                |

### Finalrunde

#### Gruppe A
| Pl.                        | Verein               | Sp. | S | U | N | Tore    | Diff. | Punkte |
| -------------------------- | -------------------- | --- | - | - | - | ------- | ----- | ------ |
| 1.                         | Atlético Nacional    | 6   | 3 | 3 | 0 | 010:500 | +5    | 12     |
| 2.                         | Atlético Junior      | 6   | 2 | 2 | 2 | 005:600 | −1    | 08     |
| 3.                         | Millonarios FC       | 6   | 1 | 2 | 3 | 005:600 | −1    | 05     |
| 4.                         | Atlético Bucaramanga | 6   | 2 | 0 | 4 | 005:800 | −3    | 06     |
| Stand: Ende der Finalrunde |                      |     |   |   |   |         |       |        |

#### Gruppe B
| Pl.                        | Verein                 | Sp. | S | U | N | Tore    | Diff. | Punkte |
| -------------------------- | ---------------------- | --- | - | - | - | ------- | ----- | ------ |
| 1.                         | Deportes Tolima        | 6   | 4 | 1 | 1 | 007:200 | +5    | 13     |
| 2.                         | Independiente Medellín | 6   | 3 | 2 | 1 | 009:300 | +6    | 11     |
| 3.                         | La Equidad             | 6   | 3 | 0 | 3 | 007:800 | −1    | 09     |
| 4.                         | Envigado FC            | 6   | 0 | 1 | 5 | 002:120 | −10   | 01     |
| Stand: Ende der Finalrunde |                        |     |   |   |   |         |       |        |

#### Finale
Das Hinspiel wurde am 22. im Estadio Atanasio Girardot, das Rückspiel am 26. Juni 2022 im Estadio Manuel Murillo Toro ausgetragen.
|                   | Gesamt |                 | Hinspiel | Rückspiel |
| ----------------- | ------ | --------------- | -------- | --------- |
| Atlético Nacional | 4:3    | Deportes Tolima | 3:1      | 1:2       |

Damit wurde Atlético Nacional zum 17. Mal kolumbianischer Meister.

## Finalización

### Ligaphase

#### Tabelle
| Pl.                       | Verein                   | Sp. | S  | U  | N  | Tore    | Diff. | Punkte |
| ------------------------- | ------------------------ | --- | -- | -- | -- | ------- | ----- | ------ |
| 1.                        | Independiente Santa Fe   | 20  | 10 | 4  | 6  | 025:260 | −1    | 34     |
| 2.                        | Rionegro Águilas         | 20  | 8  | 9  | 3  | 023:150 | +8    | 33     |
| 3.                        | Independiente Medellín   | 20  | 9  | 6  | 5  | 030:250 | +5    | 33     |
| 4.                        | Millonarios FC           | 20  | 9  | 5  | 6  | 029:190 | +10   | 32     |
| 5.                        | Deportivo Pereira        | 20  | 9  | 5  | 6  | 026:210 | +5    | 32     |
| 6.                        | Deportivo Pasto          | 20  | 9  | 5  | 6  | 024:230 | +1    | 32     |
| 7.                        | América de Cali          | 20  | 7  | 10 | 3  | 021:110 | +10   | 31     |
| 8.                        | Atlético Junior          | 20  | 9  | 4  | 7  | 024:190 | +5    | 31     |
| 9.                        | Atlético Nacional (M, P) | 20  | 7  | 8  | 5  | 031:250 | +6    | 29     |
| 10.                       | Once Caldas              | 20  | 7  | 9  | 4  | 021:180 | +3    | 30     |
| 11.                       | Atlético Bucaramanga     | 20  | 7  | 9  | 4  | 026:250 | +1    | 30     |
| 12.                       | Unión Magdalena (N)      | 20  | 8  | 5  | 7  | 023:280 | −5    | 29     |
| 13.                       | La Equidad               | 20  | 6  | 10 | 4  | 028:270 | +1    | 28     |
| 14.                       | Deportes Tolima          | 20  | 6  | 8  | 6  | 023:220 | +1    | 26     |
| 15.                       | Envigado FC              | 20  | 7  | 5  | 8  | 022:220 | ±0    | 26     |
| 16.                       | Jaguares de Córdoba      | 20  | 4  | 8  | 8  | 014:200 | −6    | 20     |
| 17.                       | Alianza Petrolera        | 20  | 4  | 5  | 11 | 024:320 | −8    | 17     |
| 18.                       | Deportivo Cali           | 20  | 3  | 7  | 10 | 022:350 | −13   | 16     |
| 19.                       | Patriotas Boyacá         | 20  | 3  | 6  | 11 | 021:280 | −7    | 15     |
| 20.                       | Cortuluá (N)             | 20  | 2  | 5  | 13 | 012:280 | −16   | 11     |
| Stand: Ende der Ligaphase |                          |     |    |    |    |         |       |        |

| (M) | Meister Apertura 2022 |
| (P) | Pokalsieger 2021      |
| (N) | Aufsteiger            |

### Finalrunde

#### Halbfinal-Phase

##### Gruppe A
| Pl. | Verein                 | Sp. | S | U | N | Tore    | Diff. | Punkte |
| --- | ---------------------- | --- | - | - | - | ------- | ----- | ------ |
| 1.  | Deportivo Pereira      | 6   | 4 | 0 | 2 | 013:900 | +4    | 12     |
| 2.  | Millonarios FC         | 6   | 3 | 2 | 1 | 007:400 | +3    | 11     |
| 3.  | Independiente Santa Fe | 6   | 2 | 3 | 1 | 008:900 | −1    | 09     |
| 4.  | Atlético Junior        | 6   | 0 | 1 | 5 | 005:110 | −6    | 01     |

##### Gruppe B
| Pl. | Verein                 | Sp. | S | U | N | Tore    | Diff. | Punkte |
| --- | ---------------------- | --- | - | - | - | ------- | ----- | ------ |
| 1.  | Independiente Medellín | 6   | 3 | 2 | 1 | 006:500 | +1    | 11     |
| 2.  | Águilas Doradas        | 6   | 3 | 1 | 2 | 009:700 | +2    | 10     |
| 3.  | Deportivo Pasto        | 6   | 2 | 2 | 2 | 006:600 | ±0    | 08     |
| 4.  | América de Cali        | 6   | 1 | 1 | 4 | 004:900 | −5    | 04     |

### Finale
Das Hinspiel wurde am 4. im Estadio Atanasio Girardot, das Rückspiel am 7. Dezember 2022 im Estadio Hernán Ramírez Villegas ausgetragen.
|                   | Gesamt        |                        | Hinspiel | Rückspiel |
| ----------------- | ------------- | ---------------------- | -------- | --------- |
| Deportivo Pereira | 1:1 4:3 n. E. | Independiente Medellín | 0:0      | 1:1       |

Mit dem Erfolg im Elfmeterschießen gewann Deportivo Pereira seinen ersten Meistertitel.

## Gesamttabelle
Für die Reclasificación wurden alle Spiele der Spielzeit 2022 sowohl der Liga- als auch der Finalphase zusammengezählt, um die weiteren Teilnehmer neben den jeweiligen Meistern der Halbserien an den kontinentalen Wettbewerben zu ermitteln. Die Absteiger wurden durch eine gesonderte Abstiegstabelle ermittelt.
| Pl.               | Verein                 | Sp. | S  | U  | N  | Tore    | Diff. | Punkte |
| ----------------- | ---------------------- | --- | -- | -- | -- | ------- | ----- | ------ |
| 1.                | Millonarios FC         | 52  | 26 | 13 | 13 | 064:400 | +24   | 91     |
| 2.                | Independiente Medellín | 54  | 25 | 16 | 13 | 071:510 | +20   | 91     |
| 3.                | Deportes Tolima        | 48  | 23 | 13 | 12 | 062:420 | +20   | 82     |
| 4.                | Atlético Nacional (M)  | 48  | 21 | 18 | 9  | 071:480 | +23   | 81     |
| 5.                | Atlético Junior        | 52  | 21 | 9  | 22 | 064:570 | +7    | 72     |
| 6.                | Independiente Santa Fe | 46  | 19 | 13 | 14 | 062:610 | +1    | 70     |
| 7.                | Deportivo Pereira (M)  | 48  | 19 | 12 | 17 | 061:570 | +4    | 69     |
| 8.                | Rionegro Águilas       | 46  | 18 | 14 | 14 | 049:480 | +1    | 68     |
| 9.                | La Equidad             | 46  | 16 | 19 | 11 | 056:510 | +5    | 67     |
| 10.               | Atlético Bucaramanga   | 46  | 19 | 8  | 19 | 058:580 | ±0    | 65     |
| 11.               | Deportivo Pasto        | 46  | 16 | 14 | 16 | 046:490 | −3    | 62     |
| 12.               | América de Cali        | 46  | 14 | 16 | 16 | 045:450 | ±0    | 58     |
| 13.               | Envigado FC            | 46  | 15 | 13 | 18 | 046:550 | −9    | 58     |
| 14.               | Once Caldas            | 40  | 13 | 17 | 10 | 039:360 | +3    | 56     |
| 15.               | Jaguares de Córdoba    | 40  | 12 | 11 | 17 | 040:490 | −9    | 47     |
| 16.               | Alianza Petrolera      | 40  | 11 | 13 | 16 | 046:520 | −6    | 46     |
| 17.               | Unión Magdalena (N)    | 40  | 10 | 10 | 20 | 031:560 | −25   | 40     |
| 18.               | Patriotas Boyacá       | 40  | 8  | 12 | 20 | 040:510 | −11   | 36     |
| 19.               | Deportivo Cali         | 40  | 7  | 13 | 20 | 036:590 | −23   | 34     |
| 20.               | Cortuluá (N)           | 40  | 7  | 10 | 23 | 033:550 | −22   | 31     |
| Stand: Saisonende |                        |     |    |    |    |         |       |        |

## Abstiegstabelle
| Pl. | Verein                 | Pkt. 2020 | Pkt. 2021 | Pkt. 2022 | Spiele | Punkte | Durchschnitt |
| --- | ---------------------- | --------- | --------- | --------- | ------ | ------ | ------------ |
| 1   | Atlético Nacional      | 35        | 76        | 66        | 98     | 177    | 1,81         |
| 2   | Millonarios FC         | 30        | 69        | 74        | 98     | 173    | 1,77         |
| 3   | Deportes Tolima        | 37        | 66        | 66        | 98     | 169    | 1,72         |
| 4   | Independiente Santa Fe | 40        | 58        | 61        | 98     | 159    | 1,62         |
| 5   | Atlético Junior        | 33        | 62        | 61        | 98     | 158    | 1,61         |
| 6   | La Equidad             | 32        | 55        | 58        | 98     | 145    | 1,48         |
| 7   | América de Cali        | 33        | 58        | 54        | 98     | 145    | 1,48         |
| 8   | Independiente Medellín | 20        | 52        | 67        | 98     | 139    | 1,42         |
| 9   | Atlético Bucaramanga   | 21        | 51        | 50        | 98     | 131    | 1,34         |
| 10  | Deportivo Cali         | 34        | 62        | 34        | 98     | 130    | 1,33         |
| 11  | Águilas Doradas        | 31        | 39        | 58        | 98     | 128    | 1,31         |
| 12  | Deportivo Pasto        | 34        | 39        | 54        | 98     | 127    | 1,3          |
| 13  | Envigado FC            | 23        | 44        | 57        | 98     | 124    | 1,27         |
| 14  | Deportivo Pereira      | 18        | 51        | 55        | 98     | 124    | 1,27         |
| 15  | Once Caldas            | 29        | 37        | 56        | 98     | 122    | 1,24         |
| 16  | Jaguares de Córdoba    | 17        | 52        | 47        | 98     | 116    | 1,18         |
| 17  | Alianza Petrolera      | 19        | 37        | 46        | 98     | 102    | 1,04         |
| 18  | Unión Magdalena        | -         | -         | 40        | 40     | 40     | 1            |
| 19  | Patriotas Boyacá       | 17        | 35        | 36        | 98     | 88     | 0,9          |
| 20  | Cortuluá               | -         | -         | 31        | 40     | 31     | 0,78         |